# Кормак Макбарон О’Нилл
Сэр Кормак МакБарон О’Нил (англ. Cormac MacBaron O'Neill; ? — 1613) — ирландский военный и дворянин конца периода Тюдоров и начала периода Стюартов. Он принадлежал к династии О’Нилов, одной из самых известных гэльских семей в Ирландии.

## Биография
Кормак О’Нил был сыном Мэттью О’Нила (ок. 1520—1558), 1-го барона Данганнона (1542—1558), который был убит своим сводным братом и соперником Шейном О’Нилом в 1558 году. Его «второе имя» было отчеством, обозначающим титул его отца. Старшим братом Кормака О’Нила был Хью О’Нил, граф Тирон.
Несмотря на поражение своего отца от Шейна, Кормак и Хью смогли вновь обосноваться в Ольстере благодаря помощи английского правительства. Когда Хью О’Нил, признанный английской короной новым графом Тироном, поднял восстание в 1594 году, Кормак присоединился к нему. В том же году он участвовал в осаде Эннискиллена и в битве у Бисквитного брода. После поражения в битве при Кинсейле Кормак остался верен своему старшему брату, когда большинство других гэльских ирландцев изменили и заключили мир с английской короной. После сожжения Данганнона, в ходе которого граф Тирон разрушил свою собственную столицу, братья вели партизанскую войну, и Кормаку удалось устроить засаду на английский отряд, возглавляемый Генри Докврой. Тем не менее его отношения с братом становились все более напряженными, несмотря на Меллифонтский договор (1603), по которому английская корона помиловала их и восстановила их земли.
Когда Хью О’Нил бежал из Ирландии в 1607 году, Кормак О’Нил остался в Дублине, чтобы сообщить властям об отъезде своего брата и заявить, что он не принимал в этом никакого участия. Несмотря на это, комак, не пользовавшийся доверием у англичан, был арестован и оставался в тюрьме до конца своей жизни, хотя ему никогда не предъявляли никаких обвинений в совершении преступлений, а правительственные чиновники в частном порядке признали, что он не представлял никакой угрозы, но должен быть заперт.
Его сын Конн МакКормак О’Нил (или Константино О’Нил) был офицером испанской армии. Как и многие ирландские католики той эпохи, он был ирландским наёмником, потому что уголовные законы запрещали ему служить в ирландской армии. Некоторые считали Конна наследником графа Тирона, но официально это не признавалось из-за его антианглийской деятельности.